# Leroy Warriner
 Leroy E. Warriner  (1. března 1919 Indianapolis, Indiana – 2. ledna 2003 Indianapolis, Indiana) byl americký automobilový závodník.
Závod na 500 mil v Indianapolis byl součástí mistrovství světa formule 1 v letech 1950 – 1960. Leroy Warriner se zúčastnil 500 mil v Indianapolis v pěti ročnících v rozmezí let 1951 – 1958, ale ani jednou neměl možnost zasáhnout do konečných výsledků, neboť neprošel sítí předkvalifikace. Jeho závodní kariéra nebyla příliš úspěšná ani v americké serii, kde se dokázal kvalifikovat pouze do jediného závodu a to v roce 1953 do Hoosier Hundred, kde obsadil 18. místo.
Leroy Warriner byl především jedním z nejpopulárnějších závodníků v kategorii midget cars v Midwestu. Tento rodák z Indianapolis vyhrál první závod v této kategorii hned v roce 1946, byl jím Night Before the 500 na slávném 16th Street Speedway. Znovu tu dokázal zvítězit v roce 1950 a pomalu začal tuto dráhu považovat za svou domovskou.
V roce 1953 se Leroy stal AAA National Midget Championship a dokázal získat i Midwest crown v témže roce. V roce 1959 zvítězil ve Fort Wayne a nakonec se stal Indiana Indoor Championship.
Od roku 1962 se spolu s Geneem Hartleyem stává spolumajitelem Speeddrome v Indianapolis. Jako úspěšný závodník na midget cars je uveden do síně slávy National Midget Auto Racing Hall of Fame  
.

## Kompletní výsledky ve formuli 1
| Legenda k tabulce | Legenda k tabulce                                                                       |
| Barva             | Výsledek                                                                                |
| ----------------- | --------------------------------------------------------------------------------------- |
| Zlatá             | Vítěz                                                                                   |
| Stříbrná          | 2. místo                                                                                |
| Bronzová          | 3. místo                                                                                |
| Zelená            | Bodované umístění                                                                       |
| Modrá             | Nebodované umístění                                                                     |
| Modrá             | Dokončil neklasifikován (NC)                                                            |
| Fialová           | Odstoupil (Ret)                                                                         |
| Červená           | Nekvalifikoval se (DNQ)                                                                 |
| Červená           | Nepředkvalifikoval se (DNPQ)                                                            |
| Černá             | Diskvalifikován (DSQ)                                                                   |
| Bílá              | Nestartoval (DNS)                                                                       |
| Bílá              | Závod zrušen (C)                                                                        |
| Světle modrá      | Pouze trénoval (PO)                                                                     |
| Světle modrá      | Páteční testovací jezdec (TD)                                                           |
| Bez barvy         | Netrénoval (DNP)                                                                        |
| Bez barvy         | Vyřazen (EX)                                                                            |
| Bez barvy         | Nepřijel (DNA)                                                                          |
| Bez barvy         | Odvolal účast (WD)                                                                      |
| Bez barvy         | Nezúčastnil se (prázdné)                                                                |
| Označení          | Význam                                                                                  |
| Tučnost           | Pole position                                                                           |
| Kurzíva           | Nejrychlejší kolo                                                                       |
| †                 | Jezdec nedojel do cíle, ale byl klasifikován, protože odjel více než 90 % délky závodu. |
| ‡                 | Byl udělován poloviční počet bodů, protože bylo odjeto méně než 75 % délky závodu.      |
| Horní index       | Umístění bodujících jezdců ve sprintu                                                   |

| Rok  | Tým               | Vůz                | Motor               | 1   | 2       | 3       | 4       | 5   | 6   | 7   | 8   | 9   | 10  | 11  | Umístění | Body |
| ---- | ----------------- | ------------------ | ------------------- | --- | ------- | ------- | ------- | --- | --- | --- | --- | --- | --- | --- | -------- | ---- |
| 1951 | Heller            | Kurtis Kraft       | Offenhauser 3.0 L4C | SWI | 500 DNQ | BEL     | FRA     | GBR | GER | ITA | ESP |     |     |     | -        | 0    |
| 1953 | Jim Robbins       | Kurtis Kraft D     | Offenhauser 3.0 L4C | ARG | 500 DNQ | NED     | BEL     | FRA | GBR | GER | SWI | ITA |     |     | -        | 0    |
| 1955 | Ansted Rotary     | Kurtis Kraft 500A  | Offenhauser 3.0 L4C | ARG | MON     | 500 DNQ | BEL     | NED | GBR | ITA |     |     |     |     | -        | 0    |
| 1956 | McKay's Bulldog   | Kurtis Kraft 3000D | Offenhauser 3.0 L4C | ARG | MON     | 500 DNQ | BEL     | FRA | GBR | GER | ITA |     |     |     | -        | 0    |
| 1958 | Safety Auto Glass | Kurtis Kraft 500C  | Offenhauser 3.0 L4C | ARG | MON     | NED     | 500 DNQ | BEL | FRA | GBR | GER | POR | ITA | MOR | -        | 0    |